# Sant’Antioco (Sardinien)
Sant’Antioco (sardisch Santu Antiogu) ist eine italienische Gemeinde in der Autonomen Region Sardinien. Sie ist Teil der Provinz Sulcis Iglesiente und hat 10.601 Einwohner (Stand 31. Dezember 2023).

## Geografie
Sant’Antioco umfasst rund zwei Drittel der gleichnamigen Insel Sant’Antioco im Sulcis-Archipel vor der Südwestküste Sardiniens. Zur Gemeinde gehören auch die beiden unbewohnten, südlich von Sant’Antioco liegenden Eilande Isola la Vacca und Isola il Toro.
Der Hauptort der Gemeinde ist Sant’Antioco; die Fraktion Maladroxia ist ein bedeutender Touristenort.
Die Nachbargemeinden sind Calasetta, das den nordwestlichen Teil der Insel Sant’Antioco einnimmt, und San Giovanni Suergiu auf der sardischen Hauptinsel.

## Geschichte
Der Ort liegt zu Füßen der restaurierten Burgruine Forte Su Pisu, auch Forte Sabaudo genannt, die im 18. Jahrhundert auf Nuraghenresten erbaut und 1812 fertiggestellt wurde. Hier findet man die Reste einer der ältesten phönizischen Siedlungen Sardiniens (8. Jahrhundert v. Chr.) und der antiken Hafenstadt Sulki (auch Sulky), die später unter römische Herrschaft fiel. Davon zeugt das noch weitgehend intakte labyrinthische Tunnelsystem mit punischen Nischen (Grabkammern) unter der Altstadt. Einige Häuser bedienen sich sogar noch heute der antiken Grabkammern als Keller. Öffentlich zugänglich sind allerdings nur die Katakomben unter der Pfarrkirche Basilica di Sant’Antioco und die Grotten neben dem ethnografischen Museum. Die Stadt wurde im Mittelalter aufgegeben. Eine Siedlung entstand erst Mitte des 18. Jahrhunderts wieder.

## Sehenswürdigkeiten
Von den drei Kirchenschiffen der dem Antiochus von Sulci geweihten Pfarrkirche Basilica di Sant’Antioco aus dem 12. Jahrhundert blieb nur das mittlere erhalten. In der Nähe befinden sich weitere archäologische Funde, eine punische heilige Stätte, ein Tofet, und verschiedene römische Reste, darunter ein Steinmausoleum sowie die Menhire Su Para e sa Mongia.
Neben dem erwähnten ethnografischen Museum gibt es das archäologische Stadtmuseum „Ferruccio Barreca“, das wichtige Zeugnisse aus der vornuragischen, nuragischen, phönizisch-punischen und römischen Zeit beherbergt, das maritime Museo del Mare, sowie das Byssus-Museum mit einer Dauerausstellung über die Verarbeitung von Byssus, Ausrüstung und Produkten.

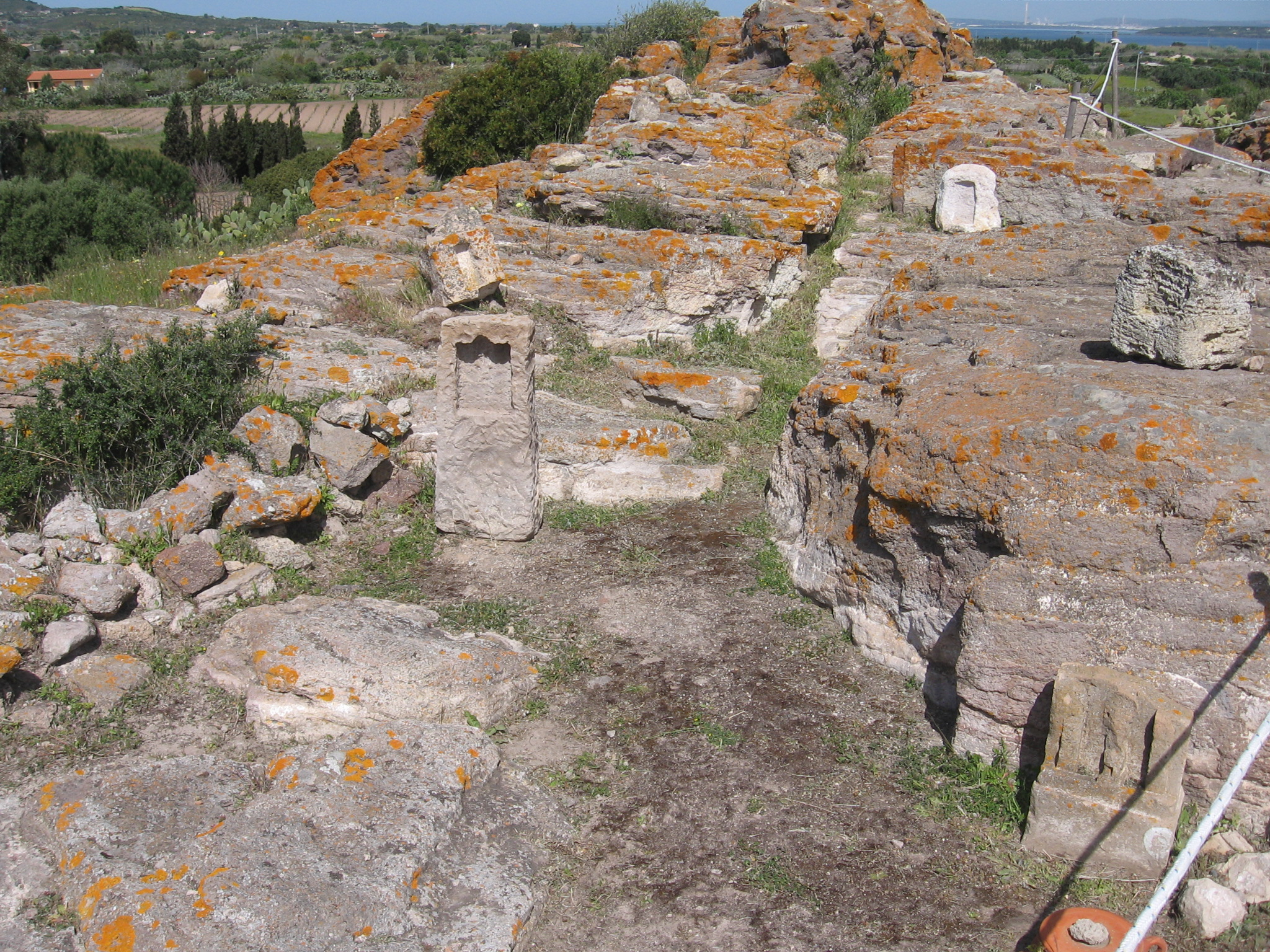
Tofet
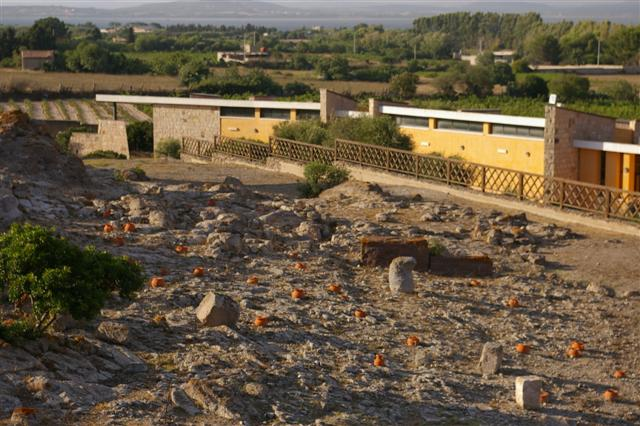
Tofet
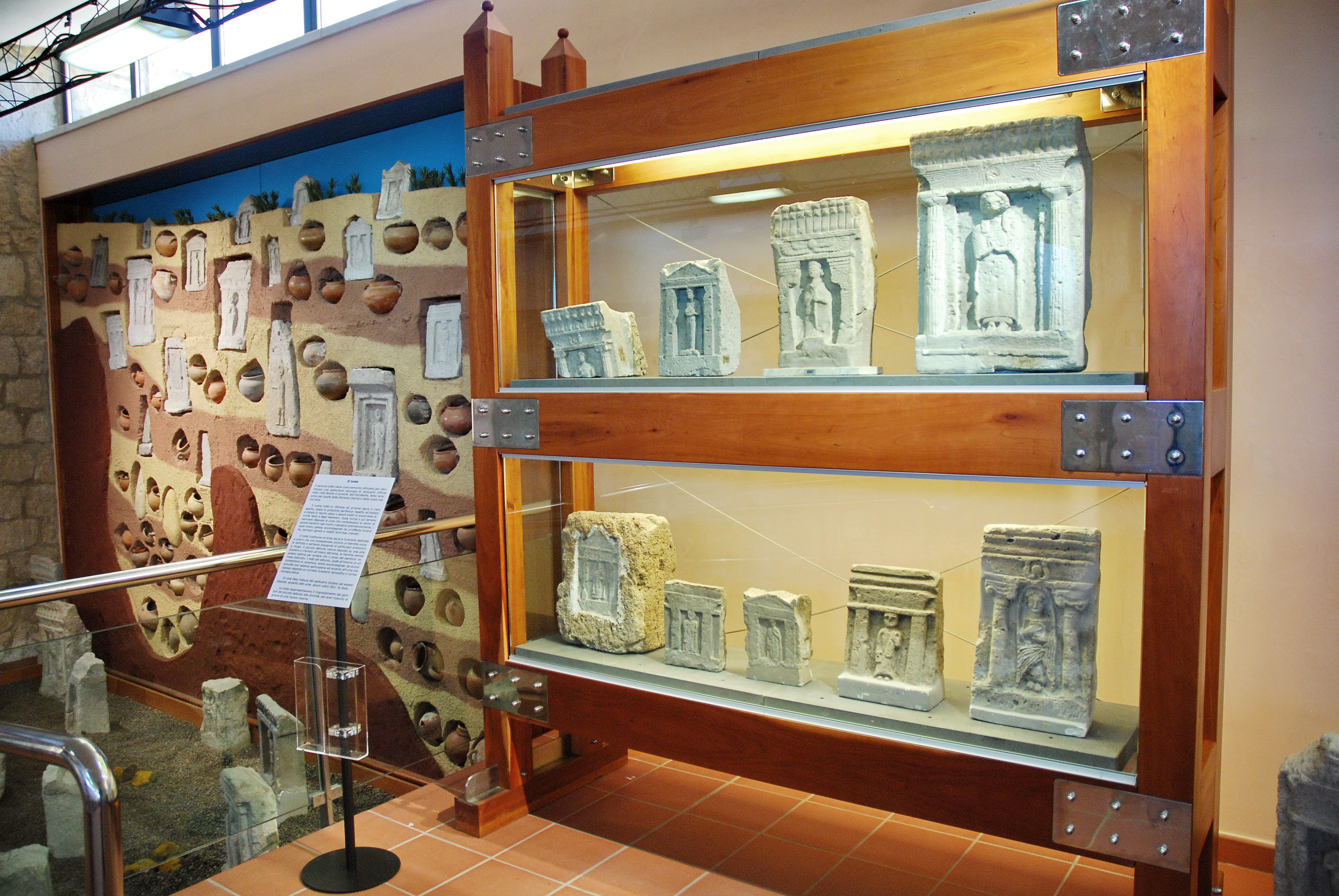
Im Museo archeologico
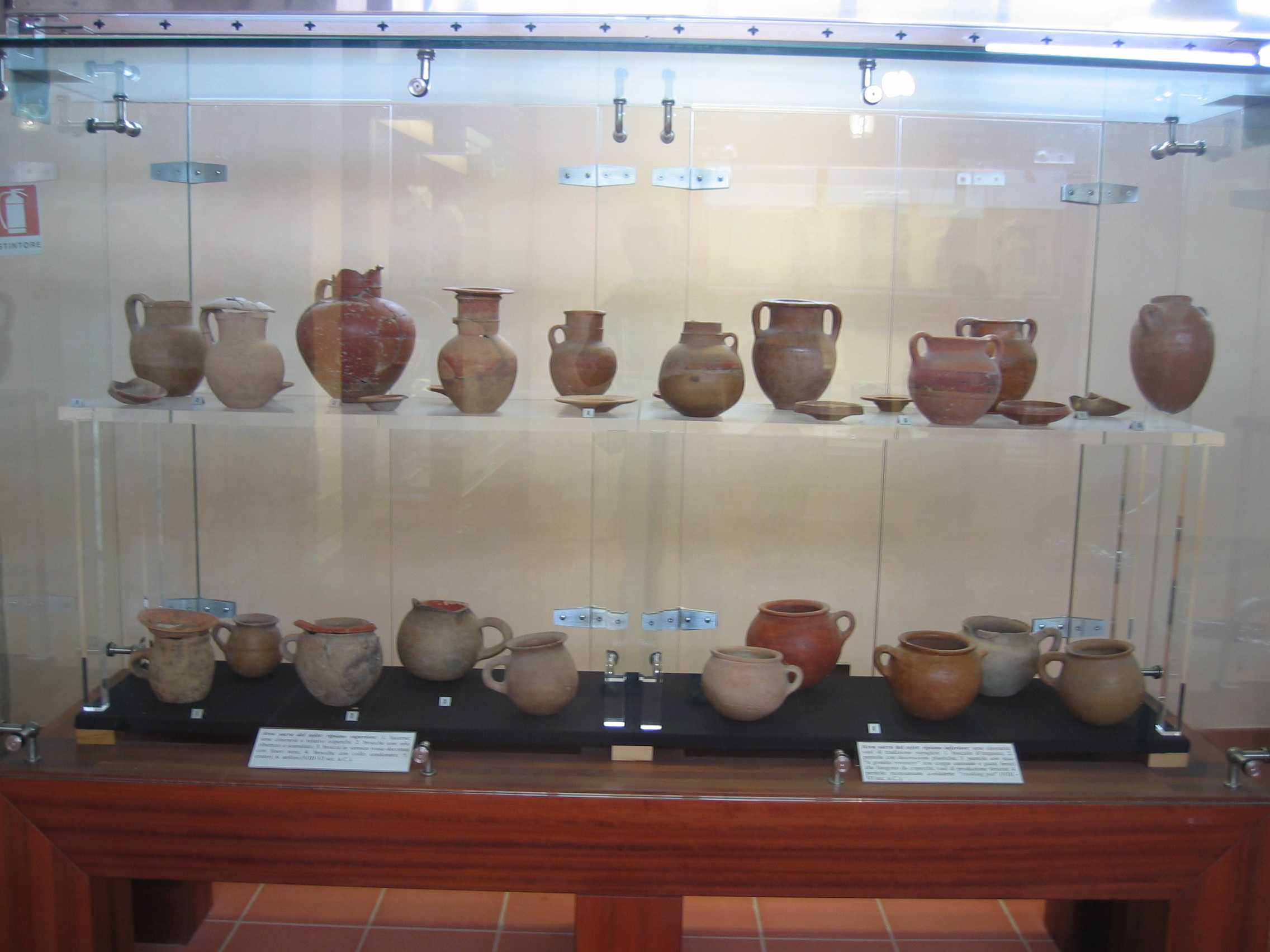
Funde aus der punischen Siedlung
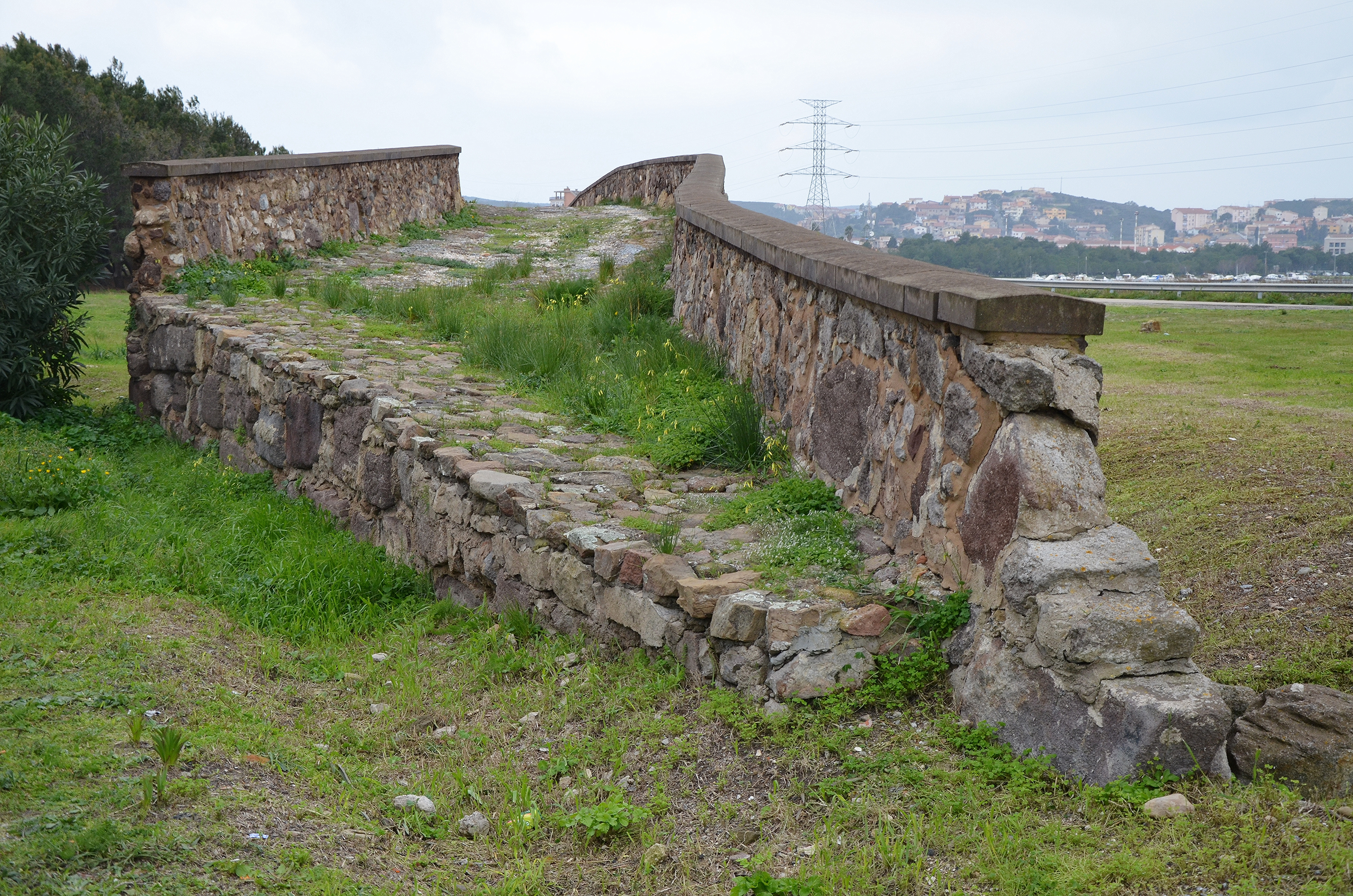
Ponte romano
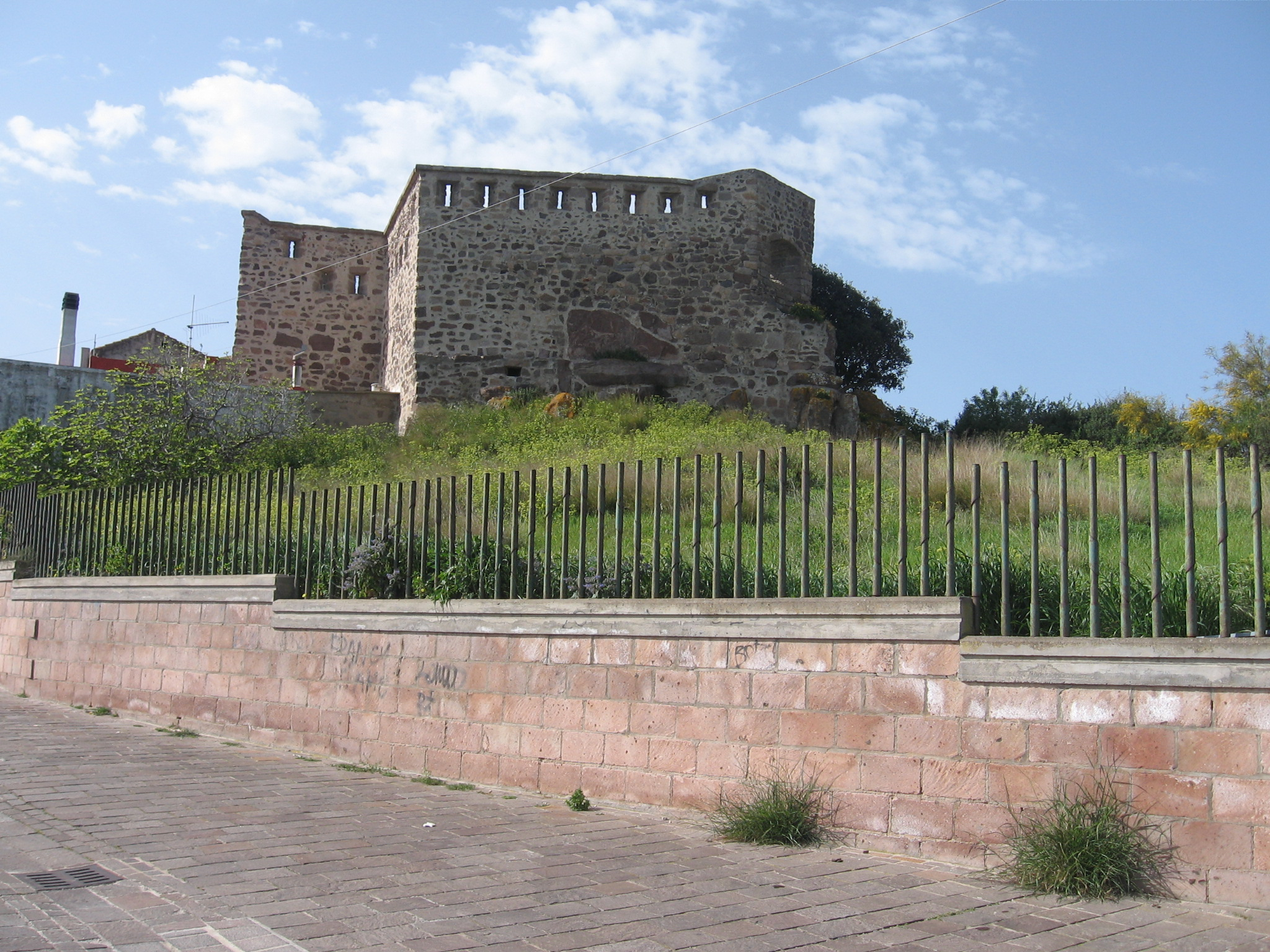
Forte Su Pisu
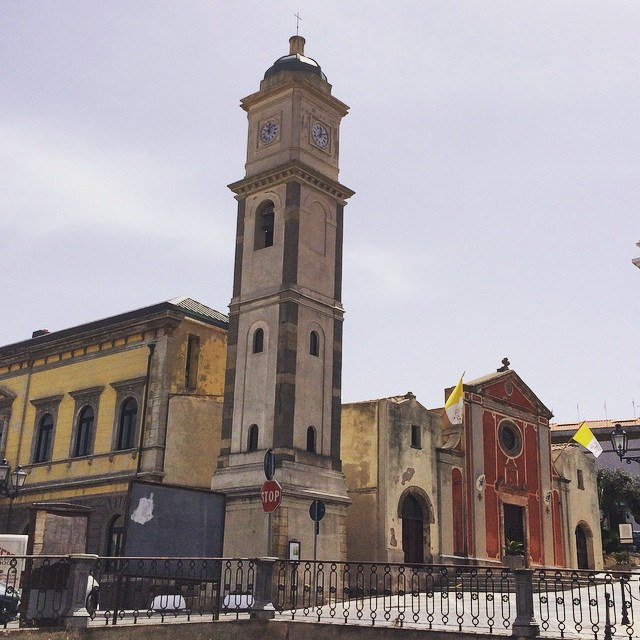
Basilica di Sant’Antioco
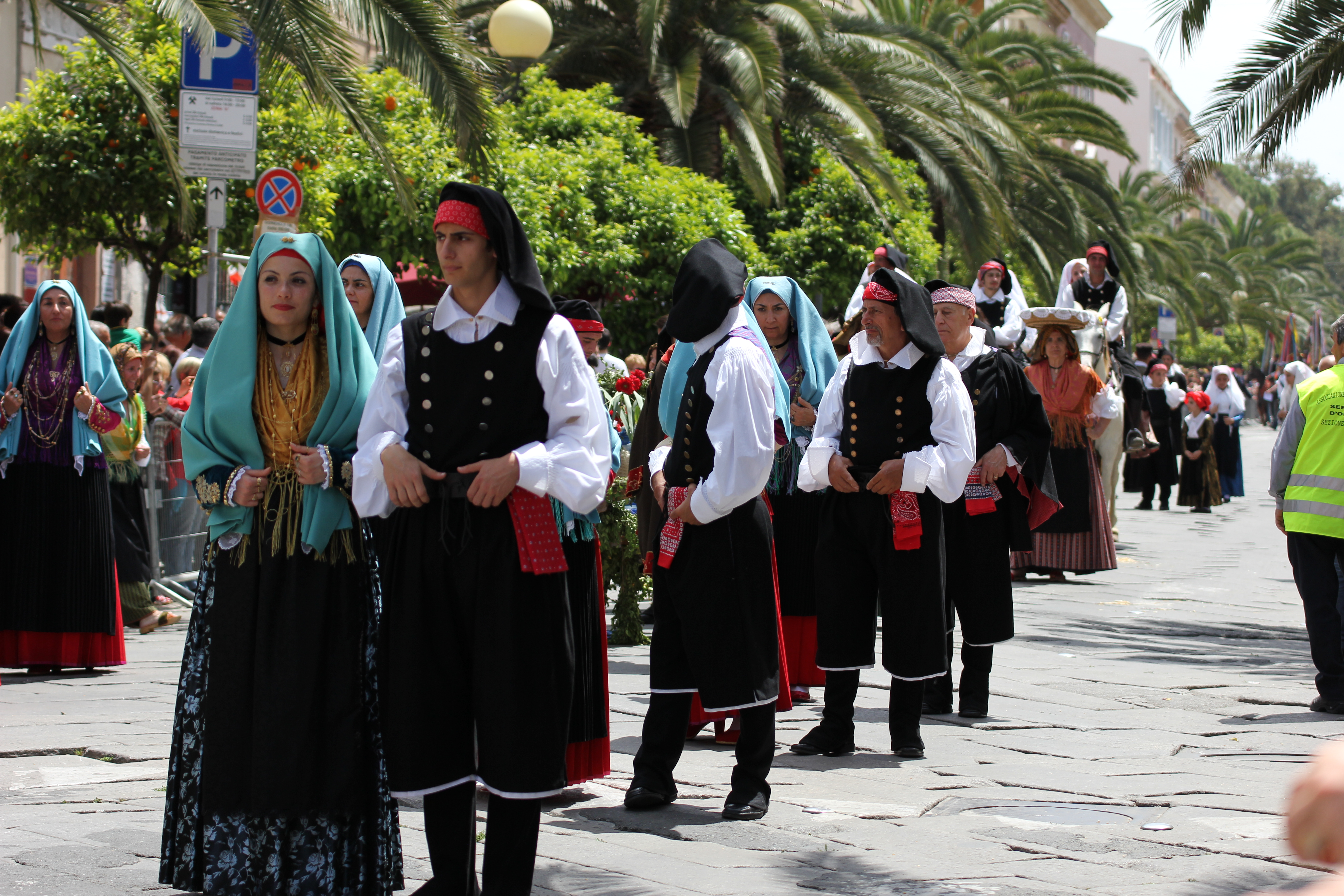
Regionale Volkstracht

## Gemeindepartnerschaft
Seit dem Jahr 2014 hat Sant’Antioco eine Partnerschaft mit der Stadt Sochumi in der von Georgien abtrünnigen Republik Abchasien.